# Championnat d'Europe féminin de hockey sur gazon 2025
Navigation
Mönchengladbach 2023 Londres 2027
Le Championnat d'Europe féminin de hockey sur gazon 2025 est la 17e édition du Championnat d'Europe féminin de hockey sur gazon, une compétition de hockey sur gazon organisée tous les 2 ans par la Fédération européenne de hockey. Le tournoi se déroule à Mönchengladbach en Allemagne du 8 au 17 août 2025 parallèlement au tournoi masculin.
La Belgique et les Pays-Bas en tant que pays organisateurs et l'Allemagne en tant qu'équipe la mieux classée de la Ligue professionnelle 2023-2024 sont déjà qualifiés pour la Coupe du monde 2026.
L'Espagne se qualifie automatiquement pour la Coupe du monde 2026 à la suite de la qualification de la Belgique, des Pays-Bas et de l'Allemagne pour les demi-finales de la compétition.

## Organisation
Le 8 mars 2024, l'Allemagne est désigné pays organisateur avec pour ville hôte Mönchengladbach soit deux ans après avoir organisé l'Euro 2023.

### Ville hôte
| [[Fichier:Germany2 location map.svg\|240px\|{{#if:\|{{{alt}}}\|Championnat d'Europe féminin de hockey sur gazon 2025 est dans la page Allemagne.]]Mönchengladbach | Mönchengladbach |
| --- | --------------- |
| [[Fichier:Germany2 location map.svg\|240px\|{{#if:\|{{{alt}}}\|Championnat d'Europe féminin de hockey sur gazon 2025 est dans la page Allemagne.]]Mönchengladbach | SparkassenPark  |
| [[Fichier:Germany2 location map.svg\|240px\|{{#if:\|{{{alt}}}\|Championnat d'Europe féminin de hockey sur gazon 2025 est dans la page Allemagne.]]Mönchengladbach | Capacité: 9 000 |
| [[Fichier:Germany2 location map.svg\|240px\|{{#if:\|{{{alt}}}\|Championnat d'Europe féminin de hockey sur gazon 2025 est dans la page Allemagne.]]Mönchengladbach |                 |

## Qualifications
Toutes les équipes ayant terminé dans les 6 premiers de l'Euro 2023 sont qualifiées automatiquement.
L'Écosse et la France, vainqueurs de leur tournoi de qualification respectif, sont les deux dernières équipes qualifiées.

### Nations qualifiées
| Événement                     | Dates             | Lieu            | Quotas | Qualifiés                                              |
| ----------------------------- | ----------------- | --------------- | ------ | ------------------------------------------------------ |
| Euro 2023                     | 18 - 26 août 2023 | Mönchengladbach | 6      | Pays-Bas Belgique Allemagne Angleterre Espagne Irlande |
| Qualifications de l'Euro 2025 | 21 - 24 août 2024 | Glasgow         | 1      | Écosse                                                 |
| Qualifications de l'Euro 2025 | 22 - 25 août 2024 | Douai           | 1      | France                                                 |
| Total                         | Total             | Total           | 8      |                                                        |

## Format
Huit équipes sont réparties en deux groupes de quatre équipes. Le format est celui d'un tournoi toutes rondes : chaque équipe joue un match contre les trois autres équipes du même groupe.
Les deux premiers de chaque groupe se qualifient pour la phase finale, tandis que les deux derniers de chaque groupe se qualifient pour la phase de classement au sein d'un groupe de quatre équipes.

### Critères de départage
En cas d'égalité de points entre plusieurs équipes, les critères suivants sont appliqués dans l'ordre indiqué pour établir leur classement:
1. Plus grand nombre de victoires,
2. Meilleure différence de buts,
3. Plus grand nombre de buts marqués,
4. Plus grand nombre de points marqués entre les équipes concernées,
5. Plus grand nombre de buts marqués de plein jeu.

## Phase de groupes

### Tirage au sort
Le tirage au sort de la phase finale de l'Euro 2025 a lieu juste après les tournois de qualification de l'Euro 2025.
| Équipe     | Rang |
| ---------- | ---- |
| Pays-Bas T | 1    |
| Belgique   | 3    |

| Équipe      | Rang |
| ----------- | ---- |
| Allemagne H | 4    |
| Angleterre  | 7    |

| Équipe  | Rang |
| ------- | ---- |
| Espagne | 8    |
| Irlande | 12   |

| Équipe   | Rang |
| -------- | ---- |
| Écosse   | 16   |
| France P | 19   |

### Poule A
| Rang | Équipe      | Pts | J | G | N | P | Bp | Bc | Diff |
| ---- | ----------- | --- | - | - | - | - | -- | -- | ---- |
| 1    | Pays-Bas T  | 9   | 3 | 3 | 0 | 0 | 13 | 1  | +12  |
| 2    | Allemagne H | 4   | 3 | 1 | 1 | 1 | 5  | 6  | -1   |
| 3    | France P    | 3   | 3 | 1 | 0 | 2 | 2  | 10 | -8   |
| 4    | Irlande     | 1   | 3 | 0 | 1 | 2 | 0  | 3  | -3   |

- Phase finale
- Phase de classement

| Match 1           | Pays-Bas             | 2 - 0   | Irlande |                                                                                |                                                                                |
| 9 août 2025 15h30 | Burg 9e · Jansen 37e | (1 - 0) |         | Arbitrage : Laurine Delforge Magali Sergeant Arbitre vidéo : Sophie Bockelmann | Arbitrage : Laurine Delforge Magali Sergeant Arbitre vidéo : Sophie Bockelmann |
| 9 août 2025 15h30 | Rapport              |         |         | Arbitrage : Laurine Delforge Magali Sergeant Arbitre vidéo : Sophie Bockelmann | Arbitrage : Laurine Delforge Magali Sergeant Arbitre vidéo : Sophie Bockelmann |

| Match 2           | Allemagne                                    | 4 - 1   | France      |                                                                      |                                                                      |
| 9 août 2025 18h00 | Strauss 13e · Schwabe 15e, 24e · Micheel 22e | (4 - 0) | 43e Verzura | Arbitrage : Rebecca Edwards Sandra Adell Arbitre vidéo : Paul Walker | Arbitrage : Rebecca Edwards Sandra Adell Arbitre vidéo : Paul Walker |
| 9 août 2025 18h00 | Rapport                                      |         |             | Arbitrage : Rebecca Edwards Sandra Adell Arbitre vidéo : Paul Walker | Arbitrage : Rebecca Edwards Sandra Adell Arbitre vidéo : Paul Walker |

| Match 6            | Irlande | 0 - 1   | France       |                                                                            |                                                                            |
| 11 août 2025 15h45 |         | (0 - 0) | 49e Duffrène | Arbitrage : Sophie Bockelmann Tim Meissner Arbitre vidéo : Rebecca Edwards | Arbitrage : Sophie Bockelmann Tim Meissner Arbitre vidéo : Rebecca Edwards |
| 11 août 2025 15h45 | Rapport |         |              | Arbitrage : Sophie Bockelmann Tim Meissner Arbitre vidéo : Rebecca Edwards | Arbitrage : Sophie Bockelmann Tim Meissner Arbitre vidéo : Rebecca Edwards |

| Match 8            | Allemagne   | 1 - 5   | Pays-Bas                                             |                                                                        |                                                                        |
| 11 août 2025 20h30 | Micheel 19e | (1 - 4) | 1e F. Moes · 10e Matla · 13e, 24e Sanders · 54e Veen | Arbitrage : Rachel Williams Ivona Makar Arbitre vidéo : Alex Fedenczuk | Arbitrage : Rachel Williams Ivona Makar Arbitre vidéo : Alex Fedenczuk |
| 11 août 2025 20h30 | Rapport     |         |                                                      | Arbitrage : Rachel Williams Ivona Makar Arbitre vidéo : Alex Fedenczuk | Arbitrage : Rachel Williams Ivona Makar Arbitre vidéo : Alex Fedenczuk |

| Match 11           | Pays-Bas                                                | 6 - 0   | France |                                                                         |                                                                         |
| 13 août 2025 17h30 | Veen 11e · Jansen 16e, 34e · Matla 20e, 25e · Fokke 44e | (4 - 0) |        | Arbitrage : Paul Walker Magali Sergeant Arbitre vidéo : Rachel Williams | Arbitrage : Paul Walker Magali Sergeant Arbitre vidéo : Rachel Williams |
| 13 août 2025 17h30 | Rapport                                                 |         |        | Arbitrage : Paul Walker Magali Sergeant Arbitre vidéo : Rachel Williams | Arbitrage : Paul Walker Magali Sergeant Arbitre vidéo : Rachel Williams |

| Match 12           | Irlande | 0 - 0 | Allemagne |                                                                                  |                                                                                  |
| 13 août 2025 20h00 |         |       |           | Arbitrage : Sébastien Michielsen Alex Fedenczuk Arbitre vidéo : Lorijn de Kraker | Arbitrage : Sébastien Michielsen Alex Fedenczuk Arbitre vidéo : Lorijn de Kraker |
| 13 août 2025 20h00 | Rapport |       |           | Arbitrage : Sébastien Michielsen Alex Fedenczuk Arbitre vidéo : Lorijn de Kraker | Arbitrage : Sébastien Michielsen Alex Fedenczuk Arbitre vidéo : Lorijn de Kraker |

### Poule B
| Rang | Équipe     | Pts | J | G | N | P | Bp | Bc | Diff |
| ---- | ---------- | --- | - | - | - | - | -- | -- | ---- |
| 1    | Belgique   | 7   | 3 | 2 | 1 | 0 | 9  | 2  | +7   |
| 2    | Espagne    | 5   | 3 | 1 | 2 | 0 | 5  | 4  | +1   |
| 3    | Angleterre | 3   | 3 | 1 | 0 | 2 | 4  | 4  | 0    |
| 4    | Écosse     | 1   | 3 | 0 | 1 | 2 | 1  | 9  | -8   |

- Phase finale
- Phase de classement

| Match 3            | Angleterre                             | 3 - 0   | Écosse |                                                                          |                                                                          |
| 10 août 2025 10h15 | Crackles 12e · Walker 16e · Owsley 52e | (2 - 0) |        | Arbitrage : Ivona Makar Lorijn de Kraker Arbitre vidéo : Shane O'Donnell | Arbitrage : Ivona Makar Lorijn de Kraker Arbitre vidéo : Shane O'Donnell |
| 10 août 2025 10h15 | Rapport                                |         |        | Arbitrage : Ivona Makar Lorijn de Kraker Arbitre vidéo : Shane O'Donnell | Arbitrage : Ivona Makar Lorijn de Kraker Arbitre vidéo : Shane O'Donnell |

| Match 4            | Belgique              | 2 - 2   | Espagne                   |                                                                             |                                                                             |
| 10 août 2025 12h30 | Vanden Borre 26e, 51e | (1 - 1) | 19e Álvarez · 43e Barrios | Arbitrage : Marcin Grochal Sophie Bockelmann Arbitre vidéo : Alex Fedenczuk | Arbitrage : Marcin Grochal Sophie Bockelmann Arbitre vidéo : Alex Fedenczuk |
| 10 août 2025 12h30 | Rapport               |         |                           | Arbitrage : Marcin Grochal Sophie Bockelmann Arbitre vidéo : Alex Fedenczuk | Arbitrage : Marcin Grochal Sophie Bockelmann Arbitre vidéo : Alex Fedenczuk |

| Match 5            | Espagne        | 1 - 1   | Écosse     |                                                                         |                                                                         |
| 11 août 2025 13h30 | L. Jiménez 12e | (1 - 0) | 56e McEwan | Arbitrage : Coen van Bunge Shane O'Donnell Arbitre vidéo : Alison Keogh | Arbitrage : Coen van Bunge Shane O'Donnell Arbitre vidéo : Alison Keogh |
| 11 août 2025 13h30 | Rapport        |         |            | Arbitrage : Coen van Bunge Shane O'Donnell Arbitre vidéo : Alison Keogh | Arbitrage : Coen van Bunge Shane O'Donnell Arbitre vidéo : Alison Keogh |

| Match 7            | Angleterre | 0 - 2   | Belgique               |                                                                          |                                                                          |
| 11 août 2025 18h00 |            | (0 - 1) | 13e Dewaet · 50e Moors | Arbitrage : Lorijn de Kraker Sandra Adell Arbitre vidéo : Marcin Grochal | Arbitrage : Lorijn de Kraker Sandra Adell Arbitre vidéo : Marcin Grochal |
| 11 août 2025 18h00 | Rapport    |         |                        | Arbitrage : Lorijn de Kraker Sandra Adell Arbitre vidéo : Marcin Grochal | Arbitrage : Lorijn de Kraker Sandra Adell Arbitre vidéo : Marcin Grochal |

| Match 9            | Espagne                     | 2 - 1   | Angleterre |                                                                          |                                                                          |
| 13 août 2025 10h00 | Molina 10e · L. Jiménez 36e | (1 - 1) | 12e Howard | Arbitrage : Laurine Delforge Alison Keogh Arbitre vidéo : Coen van Bunge | Arbitrage : Laurine Delforge Alison Keogh Arbitre vidéo : Coen van Bunge |
| 13 août 2025 10h00 | Rapport                     |         |            | Arbitrage : Laurine Delforge Alison Keogh Arbitre vidéo : Coen van Bunge | Arbitrage : Laurine Delforge Alison Keogh Arbitre vidéo : Coen van Bunge |

| Match 10           | Belgique                                                        | 5 - 0   | Écosse |                                                                     |                                                                     |
| 13 août 2025 12h15 | Ballenghien 1e, 18e · Rasir 27e · Vanden Borre 31e · Bonami 37e | (3 - 0) |        | Arbitrage : Ben Göntgen Rebecca Edwards Arbitre vidéo : Ivona Makar | Arbitrage : Ben Göntgen Rebecca Edwards Arbitre vidéo : Ivona Makar |
| 13 août 2025 12h15 | Rapport                                                         |         |        | Arbitrage : Ben Göntgen Rebecca Edwards Arbitre vidéo : Ivona Makar | Arbitrage : Ben Göntgen Rebecca Edwards Arbitre vidéo : Ivona Makar |

## Phase de classement

### Poule C
| Rang | Équipe     | Pts | J | G | N | P | Bp | Bc | Diff |
| ---- | ---------- | --- | - | - | - | - | -- | -- | ---- |
| 1    | Angleterre | 9   | 3 | 3 | 0 | 0 | 10 | 2  | +8   |
| 2    | Écosse     | 6   | 3 | 2 | 0 | 1 | 5  | 5  | 0    |
| 3    | France P   | 3   | 3 | 1 | 0 | 2 | 2  | 7  | -5   |
| 4    | Irlande    | 0   | 3 | 0 | 0 | 3 | 3  | 6  | -3   |

| Match 13           | Irlande                | 2 - 3   | Écosse                                 |                                                                             |                                                                             |
| 15 août 2025 12h30 | Upton 35e · Mullan 51e | (0 - 0) | 49e Watson · 52e Costello · 54e McEwan | Arbitrage : Rachel Williams Rebecca Edwards Arbitre vidéo : Magali Sergeant | Arbitrage : Rachel Williams Rebecca Edwards Arbitre vidéo : Magali Sergeant |
| 15 août 2025 12h30 | Rapport                |         |                                        | Arbitrage : Rachel Williams Rebecca Edwards Arbitre vidéo : Magali Sergeant | Arbitrage : Rachel Williams Rebecca Edwards Arbitre vidéo : Magali Sergeant |

| Match 14           | France       | 1 - 5   | Angleterre                                   |                                                                           |                                                                           |
| 15 août 2025 14h45 | Lhopital 32e | (0 - 3) | (2x)7e Balsdon · 19e, 53e Rayer · 49e Owsley | Arbitrage : Sophie Bockelmann Sandra Adell Arbitre vidéo : Alex Fedenczuk | Arbitrage : Sophie Bockelmann Sandra Adell Arbitre vidéo : Alex Fedenczuk |
| 15 août 2025 14h45 | Rapport      |         |                                              | Arbitrage : Sophie Bockelmann Sandra Adell Arbitre vidéo : Alex Fedenczuk | Arbitrage : Sophie Bockelmann Sandra Adell Arbitre vidéo : Alex Fedenczuk |

| Match 17           | Angleterre              | 2 - 1   | Irlande    |                                                                     |                                                                     |
| 17 août 2025 09h30 | Howard 16e · Bourne 31e | (1 - 1) | 23e Mullan | Arbitrage : Ivona Makar Sandra Adell Arbitre vidéo : Alex Fedenczuk | Arbitrage : Ivona Makar Sandra Adell Arbitre vidéo : Alex Fedenczuk |
| 17 août 2025 09h30 | Rapport                 |         |            | Arbitrage : Ivona Makar Sandra Adell Arbitre vidéo : Alex Fedenczuk | Arbitrage : Ivona Makar Sandra Adell Arbitre vidéo : Alex Fedenczuk |

| Match 18           | France  | 0 - 2   | Écosse                          |                                                                           |                                                                           |
| 17 août 2025 11h45 |         | (0 - 0) | 34e S. Robertson · 41e Costello | Arbitrage : Ben Göntgen Sophie Bockelmann Arbitre vidéo : Shane O'Donnell | Arbitrage : Ben Göntgen Sophie Bockelmann Arbitre vidéo : Shane O'Donnell |
| 17 août 2025 11h45 | Rapport |         |                                 | Arbitrage : Ben Göntgen Sophie Bockelmann Arbitre vidéo : Shane O'Donnell | Arbitrage : Ben Göntgen Sophie Bockelmann Arbitre vidéo : Shane O'Donnell |

## Phase finale

### Tableau final
|  | Demi-finales | Demi-finales | Demi-finales | Demi-finales |                               |          | Finale       | Finale       | Finale       | Finale       |
|  |              |              |              |              |                               |          |              |              |              |              |
|  | 15 août 2025 | 15 août 2025 | 15 août 2025 | 15 août 2025 |                               |          | 17 août 2025 | 17 août 2025 | 17 août 2025 | 17 août 2025 |
|  | A1           | Pays-Bas     | 3            | 3            |                               |          | 17 août 2025 | 17 août 2025 | 17 août 2025 | 17 août 2025 |
|  | A1           | Pays-Bas     | 3            | 3            |                               |          | 17 août 2025 | 17 août 2025 | 17 août 2025 | 17 août 2025 |
|  | B2           | Espagne      | 1            | 1            |                               |          | 17 août 2025 | 17 août 2025 | 17 août 2025 | 17 août 2025 |
|  | B2           | Espagne      | 1            | 1            | A1                            | Pays-Bas | 2            | 2            |              |              |
|  | 15 août 2025 |              |              |              | A1                            | Pays-Bas | 2            | 2            |              |              |
|  |              |              | A2           | Allemagne    | 1                             | 1        |              |              |              |              |
|  | B1           | Belgique     | A2           | Allemagne    | 1                             | 1        | 1 (2)        | 1 (2)        |              |              |
|  | B1           | Belgique     |              |              |                               |          |              | 1 (2)        |              |              |
|  | A2           | Allemagne    | 1 (3)tab     | 1 (3)tab     |                               |          |              |              |              |              |
|  | A2           | Allemagne    | 1 (3)tab     | 1 (3)tab     | Match pour la troisième place |          |              |              |              |              |
|  |              |              |              |              |                               |          |              |              |              |              |
|  | 17 août 2025 |              |              |              |                               |          |              |              |              |              |
|  | B2           | Espagne      | 0 (2)tab     | 0 (2)tab     |                               |          |              |              |              |              |
|  | B2           | Espagne      | 0 (2)tab     | 0 (2)tab     |                               |          |              |              |              |              |
|  | B1           | Belgique     | 0 (1)        | 0 (1)        |                               |          |              |              |              |              |
|  | B1           | Belgique     | 0 (1)        | 0 (1)        |                               |          |              |              |              |              |

### Demi-finales
| Match 15           | Pays-Bas             | 3 - 1   | Espagne    |                                                                                  |                                                                                  |
| 15 août 2025 17h00 | Jansen 22e, 26e, 49e | (2 - 1) | 5e Álvarez | Arbitrage : Marcin Grochal Sébastien Michielsen Arbitre vidéo : Laurine Delforge | Arbitrage : Marcin Grochal Sébastien Michielsen Arbitre vidéo : Laurine Delforge |
| 15 août 2025 17h00 | Rapport              |         |            | Arbitrage : Marcin Grochal Sébastien Michielsen Arbitre vidéo : Laurine Delforge | Arbitrage : Marcin Grochal Sébastien Michielsen Arbitre vidéo : Laurine Delforge |

| Match 16           | Belgique                                          | 1 - 1             | Allemagne                                |                                                                       |                                                                       |
| 15 août 2025 20h00 | Gerniers 51e                                      | (0 - 1)           | 3e Wanner                                | Arbitrage : Paul Walker Lorijn de Kraker Arbitre vidéo : Alison Keogh | Arbitrage : Paul Walker Lorijn de Kraker Arbitre vidéo : Alison Keogh |
| 15 août 2025 20h00 | Rapport                                           |                   |                                          | Arbitrage : Paul Walker Lorijn de Kraker Arbitre vidéo : Alison Keogh | Arbitrage : Paul Walker Lorijn de Kraker Arbitre vidéo : Alison Keogh |
| 15 août 2025 20h00 | Englebert · Ballenghien · Rasir · Bonami · Marien | Tirs au but 2 - 3 | Zimmermann · Schwabe · Strauss · Micheel | Arbitrage : Paul Walker Lorijn de Kraker Arbitre vidéo : Alison Keogh | Arbitrage : Paul Walker Lorijn de Kraker Arbitre vidéo : Alison Keogh |

### Match pour la3eplace
| Match 19           | Espagne                                                                           | 0 - 0             | Belgique                                                                         |                                                                             |                                                                             |
| 17 août 2025 14h30 |                                                                                   |                   |                                                                                  | Arbitrage : Rebecca Edwards Lorijn de Kraker Arbitre vidéo : Coen van Bunge | Arbitrage : Rebecca Edwards Lorijn de Kraker Arbitre vidéo : Coen van Bunge |
| 17 août 2025 14h30 | Rapport                                                                           |                   |                                                                                  | Arbitrage : Rebecca Edwards Lorijn de Kraker Arbitre vidéo : Coen van Bunge | Arbitrage : Rebecca Edwards Lorijn de Kraker Arbitre vidéo : Coen van Bunge |
| 17 août 2025 14h30 | Segú · P. Jiménez · Vidosa · L. Jiménez · Agulló · ---- · L. Jiménez · P. Jiménez | Tirs au but 2 - 1 | Rasir · Ballenghien · Bélis · Bonami · Vandermeiren · ---- · Rasir · Ballenghien | Arbitrage : Rebecca Edwards Lorijn de Kraker Arbitre vidéo : Coen van Bunge | Arbitrage : Rebecca Edwards Lorijn de Kraker Arbitre vidéo : Coen van Bunge |

### Finale
| Match 20           | Pays-Bas                | 2 - 1   | Allemagne |                                                                            |                                                                            |
| 17 août 2025 17h00 | P. Dicke 5e · Fokke 18e | (2 - 0) | 35e Nolte | Arbitrage : Rachel Williams Magali Sergeant Arbitre vidéo : Marcin Grochal | Arbitrage : Rachel Williams Magali Sergeant Arbitre vidéo : Marcin Grochal |
| 17 août 2025 17h00 | Rapport                 |         |           | Arbitrage : Rachel Williams Magali Sergeant Arbitre vidéo : Marcin Grochal | Arbitrage : Rachel Williams Magali Sergeant Arbitre vidéo : Marcin Grochal |

## Statistiques

### Buteuses

#### 6 buts
- Yibbi Jansen

#### 3 buts
- Stéphanie Vanden Borre
- Frédérique Matla

#### 2 buts
- Ambre Ballenghien
- Grace Balsdon
- Tessa Howard
- Lily Owsley
- Elena Rayer
- Lena Micheel
- Sophia Schwabe
- Kathryn Mullan
- Luna Fokke
- Pien Sanders
- Marijn Veen
- Amy Costello
- Heather McEwan
- Patricia Álvarez
- Lucía Jiménez

#### 1 but
- Astrid Bonami
- Louise Dewaet
- Alix Gerniers
- Lisa Moors
- Justine Rasir
- Darcy Bourne
- Fiona Crackles
- Lily Walker
- Mathilde Duffrene
- Yohanna Lhopital
- Eve Verzura
- Lisa Nolte
- Sara Strauss
- Ines Wanner
- Roisin Upton
- Joosje Burg
- Pien Dicke
- Freeke Moes
- Sarah Robertson
- Charlotte Watson
- Sara Barrios
- Luciana Molina

### Classement final
| Rang                                  | Groupe | Équipe      | J | V | N | P | BP | BC | +/- | Pts | Classement mondial FIH | Classement mondial FIH | Classement mondial FIH |
| Rang                                  | Groupe | Équipe      | J | V | N | P | BP | BC | +/- | Pts | Avant                  | Après                  | +/-                    |
| ------------------------------------- | ------ | ----------- | - | - | - | - | -- | -- | --- | --- | ---------------------- | ---------------------- | ---------------------- |
| Médaille d'or, Europe                 | A      | Pays-Bas T  | 5 | 5 | 0 | 0 | 18 | 3  | +15 | 15  | 1                      | 1                      | 0                      |
| Médaille d'argent, Europe             | A      | Allemagne H | 5 | 1 | 2 | 2 | 7  | 9  | -2  | 5   | 6                      | 7                      | -1                     |
| Médaille de bronze, Europe            | B      | Espagne     | 5 | 1 | 3 | 1 | 6  | 7  | -1  | 6   | 7                      | 6                      | +1                     |
| 4                                     | B      | Belgique    | 5 | 2 | 3 | 0 | 10 | 3  | +7  | 9   | 3                      | 3                      | 0                      |
| Nations éliminées en phase de groupes |        |             |   |   |   |   |    |    |     |     |                        |                        |                        |
| 5                                     | B      | Angleterre  | 5 | 3 | 0 | 2 | 11 | 6  | +5  | 9   | 8                      | 8                      | 0                      |
| 6                                     | B      | Écosse      | 5 | 2 | 1 | 2 | 6  | 11 | -5  | 7   | 15                     | 14                     | +1                     |
| 7                                     | A      | France P    | 5 | 1 | 0 | 4 | 3  | 17 | -14 | 3   | 19                     | 17                     | +2                     |
| 8                                     | A      | Irlande     | 5 | 0 | 1 | 4 | 3  | 8  | -5  | 1   | 11                     | 13                     | -2                     |

|  | Nation qualifiée pour la Coupe du monde 2026                         |
|  | Nations qualifiées pour les Qualifications de la Coupe du monde 2026 |